# Gekiga
Gekiga (劇画? lit. '„imagini dramatice”') este un stil de manga destinat publicului adult, caracterizat printr-un stil artistic mai cinematografic și teme mai mature. Gekiga a fost stilul predominant al benzilor desenate pentru adulți în Japonia anilor 1960 și 1970. Estetic, gekiga este definit prin unghiuri ascuțite, hașuri și linii dure, iar tematic prin realism, angajament social⁠(d), maturitate și masculinitate.

## Istoric
În anii 1950, manga popular provenea din Tokio și erau destinate copiilor, fiind dominate de lucrările lui Osamu Tezuka. Înainte ca Tezuka să se mute la Tokio, el a locuit în Osaka, unde a mentorat artiști precum Yoshihiro Tatsumi și Masahiko Matsumoto, care îl admirau. Deși influențați de tehnicile cinematografice adoptate de Tezuka, aceștia nu erau interesați să creeze benzi desenate umoristice pentru copii în stilul său asemănător cu cel al Disney. Ei doreau să scrie povești constant dramatice, cu o estetică influențată de filmul noir și romanele polițiste. Gekiga era mai explicit și prezenta mai multă violență decât manga pentru copii care îl precedase. Tatsumi a explicat: „O parte din asta era influențată de poveștile din ziare pe care le citeam. Aveam o reacție emoțională de un anumit fel și voiam să exprim asta în benzile mele desenate.” Termenul gekiga a fost inventat în 1957 de Tatsumi și adoptat de alți artiști japonezi mai serioși, care nu doreau ca meseria lor să fie cunoscută prin termenul mai comun „manga,” care înseamnă „imagini fanteziste”.
Irma Nunez de la The Japan Times a scris că „mai degrabă decât să folosească simplu 'gekiga' ca o etichetă pentru a legitima conținutul pentru adulți și realismul în manga, ... aceștia au dezvoltat o estetică cu totul nouă”. Fiul lui Matsumoto a declarat că acești artiști considerau că poveștile mai scurte pe care Tezuka a început să le scrie după mutarea sa la Tokio i-au restrâns expresivitatea, deoarece acțiunea trebuia explicată în baloane de text. Nunez a explicat: „Integritatea structurală era una dintre preocupările principale ale pionierilor. Ei au experimentat cum să îmbine cel mai bine imaginile cu textul; cum un prim-plan ar putea să exprime interioritatea unui personaj; cum să sincronizeze acțiunea unei povești cu ritmul privirii cititorului care parcurge pagina”.

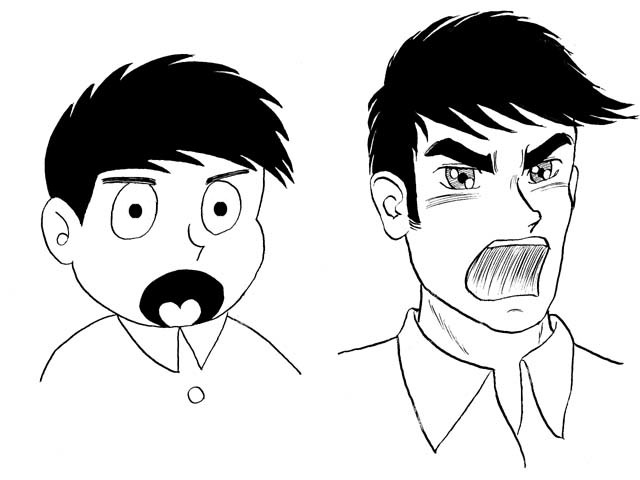
Exemplu de o figură în stil manga (stânga) și una în stil gekiga (dreapta)

În loc să lucreze pentru publicațiile mainstream, artiștii gekiga lucrau în industria manga de închiriat, unde lucrările mai multor artiști erau tipărite în colecții pe care cititorii le împrumutau, în loc să le cumpere. În noiembrie 1956, Masahiko Matsumoto a folosit termenul komaga (駒画?) pentru a descrie lucrarea sa Kyūketsu-jū, în loc de manga. Fiul lui Matsumoto a susținut ulterior că această lucrare a stat la baza a ceea ce avea să fie cunoscut mai târziu ca gekiga. Lucrarea Yūrei Taxi a lui Yoshihiro Tatsumi a fost prima care a fost numită gekiga atunci când a fost publicată la sfârșitul anului 1957. Alte denumiri pe care Tatsumi le-a luat în considerare includ katsudōga și katsuga, ambele derivate din katsudō eiga sau „imagini în mișcare”, un termen timpuriu pentru filme, evidențiind influența cinematografică asupra mișcării.
În 1959, grupul Gekiga Kōbō (劇画工房?) s-a format la Tokio, având opt membri, printre care Tatsumi, Matsumoto și Takao Saito. Grupul a redactat un fel de „Manifest Gekiga” care a fost trimis diverselor editori și ziare, declarându-și misiunea. Deși Gekiga Kōbō s-a destrămat în 1960 din cauza unor diviziuni interne, influența sa a fost de lungă durată, chiar dacă, ca grup organizat, a existat doar pentru o perioadă scurtă.
Revista de avangardă Garo, fondată în 1964, a devenit un spațiu de exprimare pentru lucrări experimentale și neconvenționale care erau „prea provocatoare din punct de vedere vizual sau tematic pentru piața mainstream.” Cu lucrări precum Kamui de Sanpei Shirato, revista a câștigat rapid popularitate în rândul studenților. Ca răspuns la succesul revistei Garo, Osamu Tezuka a fondat în 1967 revista COM, destinată tot lucrărilor mai experimentale.
Ceea ce am încercat să fac a fost să cresc vârsta publicului cititor de benzi desenate. Nu era vorba că încercam să creez ceva literar, dar îmi doream să atrag un public mai matur. Nu am realizat asta de unul singur, dar am reușit într-o anumită măsură. Și, din nou, o parte din acest lucru a fost făcută din necesitate. Era o diferență incomensurabilă între ceea ce voiam să exprim și ceea ce puteai exprima în benzile desenate pentru copii. 
Până la sfârșitul anilor 1960 și începutul anilor 1970, copiii care au crescut citind manga căutau acum conținut adresat publicului adult, iar gekiga a satisfăcut această nișă. The Cartoon Museum descrie publicul gekiga: „Desenat într-un stil mai realist și atmosferic, cu povești mai dure, gekiga a atras adolescenți mai mari, studenți universitari și, în cele din urmă, cititori adulți”. Acea generație a ajuns să fie cunoscută sub numele de „generația manga,” deoarece a citit manga ca formă de rebeliune, similar cu rolul pe care muzica rock l-a avut pentru hippy din Statele Unite.
Unii autori folosesc termenul gekiga pentru a descrie lucrări care se bazează exclusiv pe factorul de șoc. În 1968, Tatsumi a publicat Gekiga College deoarece considera că gekiga se îndepărta prea mult de originile sale și dorea să revendice sensul acestui termen. În 2009, Tatsumi a declarat: „Gekiga este un termen folosit acum pentru a descrie orice manga cu violență, erotism sau spectacole. A devenit sinonim cu spectaculosul. Dar eu scriu manga despre gospodării, conversații, povești de dragoste, lucruri banale care nu sunt spectaculoase. Cred că aceasta este diferența.”
The Cartoon Museum a scris că, până în anii 1980, gekiga a fost integrat în diverse tipuri de manga. „Pentru unii tineri, termenul gekiga este acum relegat în cărțile de istorie, dar moștenirea sa trăiește mai departe.”
Pentru o lungă perioadă, gekiga nu a fost tradus în alte limbi, dar după anul 2000, tot mai mulți editori dedicați romanelor grafice au început să traducă și să publice lucrări gekiga. Recent, editori precum Drawn & Quarterly au publicat mai multe ediții în limba engleză ale lucrărilor lui Tatsumi și Yoshiharu Tsuge, printre alții, sporind expunerea genului pe piața occidentală a romanelor grafice.

## Artiști notabili
- Seiichi Hayashi
- Hiroshi Hirata
- Ryoichi Ikegami
- Ikki Kajiwara
- Noboru Kawasaki
- Kazuo Koike
- Goseki Kojima
- Masahiko Matsumoto
- Shigeru Mizuki
- Takao Saito
- Sanpei Shirato
- Yoshihiro Tatsumi
- Osamu Tezuka
- Tadao Tsuge
- Yoshiharu Tsuge